# Stare a niezapomniane piosenki
Stare a niezapomniane piosenki - pierwszy album studyjny Sławy Przybylskiej wydany 21 lutego 1958 roku przez Polskie Nagrania i Pronit. Płyta zawierała pierwsze nagrania artystki dokonane w studio Polskich Nagrań w Warszawie. Album pierwotnie ukazał się w formie 10-calowej płyty gramofonowej i jest dostępny w serwisach oferujących digital download.

## Lista utworów
Strona a:
1. Tango bolero (Juan Llossas - Andrzej Włast)
2. Kto inny nie umiałby (Mabel Wayne - Marian Hemar)
3. Już nigdy (Jerzy Petersburski - Andrzej Włast)
4. Wspomnij mnie (Ripp - Marian Hemar)

Strona b:
1. Przyjdzie dzień (Henryk Wars - Ludwik Starski)
2. Jak trudno jest zapomnieć (Henryk Wars - Jerzy Jurandot)
3. Tango notturno (Hans-Otto Borgmann - Józef Lipski, Władysław Szlengel)
4. Pensylwania (Robert A. King - Marian Hemar)

## Charakterystyka albumu
Na płycie Stare a niezapomniane piosenki zostały umieszczone zarówno przeboje jak i mniej znane utwory pochodzące z okresu dwudziestolecia międzywojennego. Wszystkie nagrania zostały zarejestrowane podczas jednej sesji nagraniowej w studio Polskich Nagrań w Warszawie z towarzyszeniem Zespołu Jerzego Abratowskiego. Trzy utwory z płyty ukazały się w formie singli na płytach szelakowych wydawanych przez Polskie Nagrania i Pronit.

## Płyty szelakowe z nagraniami z albumuStare a niezapomniane piosenki
- [1958] Muza 3303 / Pronit 3303 - Już nigdy[5]
- [1958] Muza 3304 / Pronit 3304 - Przyjdzie dzień[6]
- [1958] Muza 3340 / Pronit 3340 - Jak trudno jest zapomnieć[7]

## Muzycy
- Sława Przybylska - śpiew
- Zespół Jerzego Abratowskiego - akompaniament